# Disease (álbum de Beartooth)
Disease es el tercer álbum de estudio de la banda estadounidense de hardcore punk Beartooth. Fue lanzado por Red Bull Records el 28 de septiembre de 2018 y fue producido por Nick Raskulinecz y con el vocalista de dicha banda Caleb Shomo.

## Temas
Shomo quería abordar la inutilidad de su vida y no ocultarla, quería producir canciones que se sintieran reales: con su otro álbum, Aggressive, sentía que estaba fingiendo ser feliz y que no pasaba nada. Con "Disease", no quiso mentir más y, en cambio, volvió a sumergirse en sus emociones y expresarlas a través de la música para producir una pista que se sintiera honesta y fácil de identificar. Shomo, durante la gira de 2018 de promoción de Disease, daría un pequeño discurso antes de cada programa expresando la necesidad de ser consciente de la depresión y, si se siente deprimido, de hablar con alguien. Cada discurso varió en contenido; todos ellos fueron inspirados por un gran amigo suyo, Kyle Pavone de We Came as Romans, quien murió por sobredosis. Shomo, un año y medio antes de un discurso que pronunció el 1 de octubre de 2018, mientras contemplaba el suicidio, desarrolló la idea de que la depresión es una enfermedad.

## Lista de canciones
| N.º | Título               | Duración |  |
| 1.  | «Greatness or Death» | 3:22     |  |
| 2.  | «Disease»            | 3:48     |  |
| 3.  | «Fire»               | 3:26     |  |
| 4.  | «You Never Know»     | 3:03     |  |
| 5.  | «Bad Listener»       | 3:28     |  |
| 6.  | «Afterall»           | 3:20     |  |
| 7.  | «Manipulation»       | 3:22     |  |
| 8.  | «Enemy»              | 3:20     |  |
| 9.  | «Believe»            | 3:15     |  |
| 10. | «Infection»          | 3:23     |  |
| 11. | «Used and Abused»    | 3:31     |  |
| 12. | «Clever»             | 3:41     |  |

Lados B
| B-sides |             |          |  |
| N.º     | Título      | Duración |  |
| 1.      | «Takeover»  | 2:58     |  |
| 2.      | «Messed Up» | 3:05     |  |

The Blackbird Session
| The Blackbird Session |                                          |          |  |
| N.º                   | Título                                   | Duración |  |
| 1.                    | «Afterall (The Blackbird Session)»       | 3:58     |  |
| 2.                    | «You Never Know (The Blackbird Session)» | 3:58     |  |
| 3.                    | «Disease (The Blackbird Session)»        | 3:35     |  |
| 4.                    | «Clever (The Blackbird Session)»         | 5:14     |  |

Edición de lujo
| Deluxe edition |                                           |          |  |
| N.º            | Título                                    | Duración |  |
| 13.            | «Messed Up»                               | 3:05     |  |
| 14.            | «Takeover»                                | 2:58     |  |
| 15.            | «Young»                                   | 1:55     |  |
| 16.            | «Threat to Society»                       | 3:57     |  |
| 17.            | «You Never Know (Live from Rock am Ring)» | 3:53     |  |
| 18.            | «Bad Listener (Live from Rock am Ring)»   | 4:05     |  |

## Posicionamiento en lista
| Lista (2018)                          | Posiciones |
| ------------------------------------- | ---------- |
| Alemania (Media Control Charts)       | 49         |
| Australian Albums (ARIA)              | 66         |
| Austria (Ö3 Austria)                  | 33         |
| Canadá (Billboard Canadian Albums)    | 83         |
| Escocia (Scottish Albums Chart)       | 41         |
| Suiza (Schweizer Hitparade)           | 67         |
| Reino Unido (UK Albums Chart)         | 55         |
| Estados Unidos (Billboard 200)        | 40         |
| Estados Unidos (Independent Albums)   | 1          |
| Estados Unidos (Top Hard Rock Albums) | 1          |
| Estados Unidos (Top Rock Albums)      | 5          |